# 痘病毒科
痘病毒科是一群有囊膜、呈砖形或卵圆形、内含哑铃形核蛋白复合体、在细胞质内复制的双链DNA病毒，脊椎動物和節肢動物是其最常見天然宿主。痘病毒科亦為感染哺乳動物的病毒中最大及最複雜者，寬長約 200×300nm，其遺傳物質（雙股DNA）長度約130-375knt。病毒直徑約140-260 nm，不同的動物有不同種系的病原病毒。該科目前有83種，分為22屬，分為兩個亞科。與該家族相關的疾病包括天花。
四個屬的痘病毒可感染人類：正痘病毒属、副痘病毒属、亞塔痘病毒属、軟疣痘病毒屬。
正痘病毒：天花病毒、牛痘病毒、猴痘病毒；
副痘病毒：orf病毒、副牛痘病毒、牛丘疹性口炎病毒；
亞塔痘病毒：亞巴痘病毒、亞巴猴腫瘤病毒；
軟疣痘病毒屬：傳染性軟疣病毒（MCV）。 最常見的是牛痘（見於印度次大陸）[需要引用]和傳染性軟疣，但猴痘感染正在上升（見於西非和中非雨林國家）。

## 分類
包含兩個亞科，各有8個和4個屬，如下：
- 脊索痘病毒亞科 Chordopoxvirinae
  - 正痘病毒屬 Orthopoxvirus
  - 副痘病毒屬 Parapoxvirus
  - 禽痘病毒屬 Avipoxvirus
  - 山羊痘病毒屬 Capripoxvirus
  - 野兔痘病毒屬 Leporipoxvirus
  - 豬痘病毒屬 Suipoxvirus
  - 軟疣痘病毒屬 Molluscipoxvirus
  - 亞塔痘病毒屬 Yatapoxvirus
- 昆蟲痘病毒亞科 Entomopoxvirinae
  - A昆蟲痘病毒屬 Alphaentomopoxvirus
  - B昆蟲痘病毒屬 Betaentomopoxvirus
  - C昆蟲痘病毒屬 Gammaentomopoxvirus
  - D昆蟲痘病毒屬 Deltaentomopoxvirus

## 病原體
其中兩屬：正痘病毒屬及副痘病毒屬為人類的重要病原，同一屬病毒的血清反應常有廣泛的交叉反應，但各屬間僅有一種共同抗原，此抗原一般認為是一種核蛋白複合體。天花的病原天花病毒為正痘病毒屬，此病毒曾經摧殘全人類，該天花病毒及傳染性軟疣病毒只對人類有病原性。但目前已被撲滅。但仍有其他的痘病毒總類如駱駝痘、猴痘及ectromeliac等，會造成人類或動物的皮膚發疹。

## 病毒之組成及形態
組織培養或水痘液的病毒顆粒有C及M兩型 (Cubed, Mulberry)。C型為磚塊型有一寬界明顯的外膜，中心電子密度較大。Mulberry(桑椹)型簡稱M型，外表有紡錘絲狀排列。M型顆粒之中心常凹陷，代表兩個圓形側體(lateral body)，核仁及雙鏈DNA基因，其功用目前尚不十分明瞭。所有的痘病毒都於細胞質內增生，造成嗜酸性質內包涵體。痘病毒通常感染上皮細胞造成丘疹水及膿。
其他的病如綿羊痘(sheep pox)及羊接觸傳染性化膿性口炎(orf)及牛痘(cow pox)為其它引起動物發疹的病毒，也會傳染給人類，除了parapox屬外，所有的痘病毒都是170~250×300~450nm之磚形顆粒，表面有紡錘絲狀的結構。parapox(orf等)較呈卵形，表面絲狀排列為規則之螺旋型，平均僅為150×200nm所有痘病毒的內部結構大致上都是一致的。

## 其它病毒相關訊息
根据最新的研究痘病毒科可能属于核质巨DNA病毒。

## 外部連結
- 微生物免疫學-Poxviridae(痘病毒科) （页面存档备份，存于）